# San Román de Cameros
San Román de Cameros település Spanyolországban, La Rioja autonóm közösségben. San Román de Cameros Ajamil községgel határos. Lakosainak száma 127 fő (2024).

## Népesség
A település népessége az elmúlt években az alábbi módon változott:
| Lakosok száma | 164  | 161  | 166  | 166  | 164  | 152  | 140  | 128  | 126  | 127  |
|               | 2001 | 2004 | 2007 | 2009 | 2012 | 2014 | 2017 | 2019 | 2022 | 2024 |